# AR-15 (винтовка)
AR-15 — название семейства полуавтоматических винтовок, основанных на конструкции Colt AR-15 или подобных ей. Первоначально ArmaLite AR-15, её предшественник, представлял собой уменьшенную производную конструкции ArmaLite AR-10 Юджина Стоунера и имела переводчик огня. ArmaLite продала патент и товарные знаки компании Colt в 1959 году, в результате чего появилась Colt AR-15, без функции переводчика огня. После истечения срока действия большинства патентов на Colt AR-15 в 1977 году многие производители огнестрельного оружия начали производить копии данной винтовки под разными названиями. До истечения срока действия патентов, Colt сохранял за собой товарный знак AR-15 и являлся единственным производителем, который мог маркировать свое огнестрельное оружие как «AR-15».

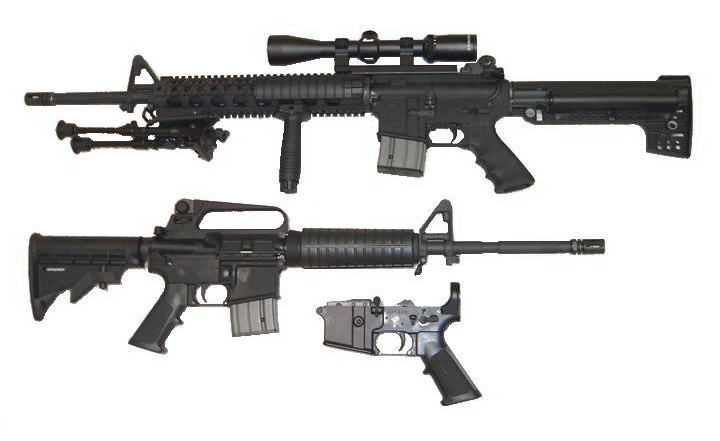
Винтовки типа AR-15 бывают разных размеров и имеют множество различных характеристик, в зависимости от производителя. Деталь, показанная внизу в центре, представляет собой нижнюю часть ствольной коробки.

Федеральный запрет на штурмовое оружие в США ограничил продажу Colt AR-15 и некоторых ей подобных с 1994 по 2004 год, однако это не коснулось винтовок с характеристиками, не попадающими под запрет. После того, как в 2009 году Национальный фонд стрелкового спорта США (англ. National Shooting Sports Foundation) и торговая ассоциация огнестрельного оружия предложили термин «современная спортивная винтовка» (англ. Modern Sporting Rifle), его быстро приняла большая часть оружейной индустрии США.
По данным The New York Times, в 2010-х годах винтовки типа AR-15 стала одной из «самых любимых и самых ненавистных винтовок» в США; оружие приобрело дурную славу отчасти из-за их использования в громких массовых расстрелах. Его популярность, продвигаемая Национальной стрелковой ассоциацией как «американская винтовка», частично обусловлена активными ограничениями или предложениями запретить или ограничить распространение оружия.
14 июля 2024 года из винтовки типа AR-15 было совершено покушение на Дональда Трампа во время его предвыборного митинга в Батлере (штат Пенсильвания). Кандидат в президенты получил пулевое ранение правого уха, погиб один из участников митинга.

## Гражданское оружие в США
В США винтовка является наиболее распространённым вариантом гражданского оружия, то есть оружия, разрешённого к продаже населению.
Несмотря на довольно почтенный возраст (винтовка была разработана и выпущена в серийное производство более полувека назад), в Соединённых Штатах AR-15 до сих пор популярна как отличное оружие для самообороны и охоты на крупного зверя.
По данным на 2016 год, на руках у населения в США находится около 10 млн экземпляров. Общественная организация владельцев оружия «Национальная стрелковая ассоциация США» предлагает шуточную расшифровку названия AR-15: «американская винтовка» (англ. American Rifle — AR).

## Варианты
Винтовка имеет множество коммерческих клонов как в самих США, так и во всём остальном мире.
| Страна           | Фирма                                     | С поршнем             | Без поршня                        |
| Германия         | Heckler & Koch                            | HK416                 |                                   |
| Грузия           | НТЦ «Дельта»                              | G5                    |                                   |
| Израиль          | Silver Shadow                             | Gilboa 14.5           | Gilboa 14.5                       |
| Азербайджан      | МОП                                       | AR-15 "Aztex"         |                                   |
| Иран             | DIO                                       |                       | DIO S-5,56                        |
| Иран             | DIO                                       | Khaybar KH 2002       |                                   |
| Иран             | DIO                                       | Fajr 224              |                                   |
| Канада           | Colt Canada                               |                       | Diemaco C7/С8                     |
| Китай            | Norinco                                   |                       | Norinco CQ 5,56                   |
| ОАЭ              | Caracal                                   | Caracal CAR 816       | Caracal CAR 814                   |
| Республика Корея | Daewoo                                    | Daewoo K2             |                                   |
| Россия           | Союз-ТМ                                   |                       | STM-15                            |
| Россия           | Союз-ТМ                                   | STM-416               |                                   |
| Россия           | Вятско-Полянский машиностроительный завод |                       | Вепрь-15 (ВПО-140)                |
| Россия           | Скат                                      | Skat GM-15            |                                   |
| Россия           | АДАР                                      |                       | АДАР 2-15                         |
| Россия           | Kurbatov Arms                             |                       | R-715 (.223Rem.) R-710 (.308Win.) |
| Россия           | Промтехнологии                            | Orsis AS-15           | Orsis M-15                        |
| США              | ArmaLite                                  |                       | ArmaLite AR-15                    |
| США              | Smith & Wesson                            | Smith & Wesson M&P-15 |                                   |
| США              | Barrett Firearms                          | Barrett REC7          |                                   |
| США              | Bushmaster Firearms International         |                       | Bushmaster MOE                    |
| США              | Bushmaster Firearms International         | Bushmaster XM15       |                                   |
| США              | Bushmaster Firearms International         | Bushmaster M4         |                                   |
| США              | Colt’s Manufacturing Company              |                       | Colt AR15A4                       |
| США              | Colt’s Manufacturing Company              | Colt LE6920           |                                   |
| США              | Colt’s Manufacturing Company              | Colt LE6940           |                                   |
| США              | Colt’s Manufacturing Company              | Colt IAR6940          |                                   |
| США              | Colt’s Manufacturing Company              | Colt M4/ACC-M         |                                   |
| США              | Colt’s Manufacturing Company              | Colt SCW              |                                   |
| США              | Colt’s Manufacturing Company              | Colt M16A4            |                                   |
| США              | Daniel Defense                            |                       | DD MK12                           |
| США              | Daniel Defense                            | DD MK18               |                                   |
| США              | Daniel Defense                            | DD M4                 |                                   |
| США              | DPMS Panther Arms                         |                       | DPMS .223                         |
| США              | FNH USA                                   |                       | FN 15                             |
| США              | FNH USA                                   | FN M16A4              |                                   |
| США              | FNH USA                                   | FN M4A1               |                                   |
| США              | Rhino Arms                                |                       | RA-4R                             |
| США              | Rhino Arms                                | RA-15                 |                                   |
| США              | Rhino Arms                                | MM-47                 |                                   |
| США              | Knight’s Armament Company                 |                       | KAC SR-15                         |
| США              | Knight’s Armament Company                 | KAC SR-16             |                                   |
| США              | Knight’s Armament Company                 | KAC SR-30             |                                   |
| США              | LWRC International                        | LWRC IC               |                                   |
| США              | LWRC International                        | LWRC M6               |                                   |
| США              | LWRC International                        | LWRC Six8             |                                   |
| США              | Primary Weapons Systems                   | PWS MK1               |                                   |
| США              | SIG Sauer                                 | SIG 516               | SIGM400                           |
| США              | SIG Sauer                                 | SIG MCX               |                                   |
| США              | Sturm, Ruger & Co.                        |                       | Ruger SR-556                      |
| США              | Z-M Weapons                               |                       | LR-300                            |
| Тайвань          | Правительственный арсенал Тайваня         | T65/T86/T91           |                                   |
| Украина          | Зброяр                                    |                       | Zbroyar Z-15                      |
| Филиппины        | United Defense Manufacturing Corporation  | UDMC F5-PVAR          |                                   |
| Филиппины        | Ferfrans                                  | Ferfrans SOAR P       | Ferfrans SOAR                     |
| Черногория       | Tara Perfection                           | Tara TM4              |                                   |
| Чехия            | LUVO Arms                                 |                       | LUVO LA-16                        |
| Швейцария        | Astra Defence                             |                       | Astra StG4                        |

### Американские варианты
- ArmaLite M15 — семейство винтовок от компании ArmaLite под различные калибры[13].
- Barrett REC7 — вариант с коротким ходом поршня, под патроны 5,56 мм и 6,8×43 мм Remington SPC[14].
- Bushmaster MOE, XM15 — варианты M16/M4 от Bushmaster Firearms International[15][16].
- Cobb MCR — комплекс стрелкового оружия, разработанный на основе M16 фирмой Cobb для участия в конкурсе SOCOM SCAR.
- CAR-15 — семейство автоматов разработки Colt’s Manufacturing Company. Изначально в него входило множество видов оружия, сегодня название «CAR-15» используется по отношению к карабинам и малогабаритным автоматам. Состоит из[17]:
  - CAR-15 Rifle — Model 603 CAR-15 Rifle была принята на вооружение армии США как XM16E1 (после переименована в M16A1), Model 604 CAR-15 Rifle была принята на вооружение воздушных сил США как M16.
  - CAR-15 Carbine — карабин с длиной ствола 381 мм. В ограниченном количестве применялся морскими котиками в 1962 году.
  - CAR-15 Heavy Assault Rifle M1 — экспериментальный ручной пулемёт Colt Model 606 с утолщённым стволом и магазинным питанием (20 патронов).
  - CAR-15 Heavy Assault Rifle M2[17] — экспериментальный ручной пулемёт с ленточным питанием.
  - CAR-15 Commando — укороченная винтовка с усиленным дульным тормозом, цилиндрическим цевьём и телескопическим прикладом. Варианты: Model 609 CAR-15 Commando (XM177E1) с досылателем затвора, и Model 610 CAR-15 Commando (XM177) без досылателя затвора, обе с длиной ствола 254 мм. Позже разработали Model 629 CAR-15 Commando (XM177E2) с длиной ствола 292 мм, на которую можно было установить экспериментальный гранатомёт XM148. Производство завершено в 1970 году.
  - Colt Model 653 M16A1 Carbine — укороченный вариант с длиной ствола 368 мм, разработанный в начале 1970-х. Постепенно заменяется на Colt M4 Carbine.
  - Colt Commando M733 / M16A2 Commando / M4 Commando — укороченный вариант M16А2 (длина с выдвинутым прикладом — 658 мм, масса — 3 кг), предназначенный для вооружения спецназа вооружённых сил и полиции.[17] Варианты: Model 733 Colt Commando, Model 933 Colt Commando, Model 935 Colt Commando (только с режимом стрельбы отсечкой по 3 выстрела). Длина ствола 292 мм. Продолжает использоваться в ограниченных количествах. Возможная замена — Colt M4 Carbine с комплектом Close Quarter Battle Receiver (CQBR) (длина ствола 262 мм).
- Colt AR-15A2 HBAR Sporter — гражданский самозарядный вариант с утолщённым стволом[18][19].
- Colt LE6920 — линейка штурмовых винтовок с прямым действием газа от компании Colt’s Manufacturing Company[20].
- Colt LE6940 — линейка штурмовых винтовок с прямым действием газа от компании Colt’s Manufacturing Company[21].
- M4 — укороченная версия M16A2, имеет меньший ствол (368 мм) с усиленным дульным тормозом, телескопический складной приклад.[17] Позднее рукоятка для переноски была сделана съёмной, устанавливаемой на планку Пикатинни, напрямую установленной на ствольную коробку.
  - M4A1 — вариант винтовки M4, с возможностью стрельбы непрерывными очередями.
- DD M4, DD MK12, DD MK18 — варианты M4 от компании Daniel Defense[22].
- FN 15 — семейство винтовок от FNH USA — американского филиала FN Herstal[23].
- LR-300 — усовершенствованный вариант M16 компании Z-M Weapons, отличающийся модифицированными газоотводным и возвратным механизмом, благодаря чему стала возможной установка складного приклада.
- LWRC M6, LWRC IC, LWRC Six8 — семейства штурмовых винтовок, от компании LWRC International из штата Мэриленд[24][25][26].
- PWS MK1 — варианты с длинным ходом поршня от Primary Weapons Systems из Айдахо.[27]
- RA-4R, RA-15, MM-47 — линейки автоматов Rhino Arms с прямым действием газа. MM-47 под патрон 7,62×39 мм[28][29][30].
- Ruger SR-556 — линейка винтовок c газовым поршнем от компании Sturm, Ruger & Co. под патроны 5,56×45 мм и 7,62×51 мм[31].
- SIG 516, SIGM400 — разработки американского подразделения концерна SIG Sauer: под патрон 5,56 мм и 7,62 НАТО. SIG516 и SIG716 с газовым поршнем, SIGM400 — с прямым действием газа[32][33].
- KAC SR-15, KAC SR-16, KAC SR-30 — варианты от Knight’s Armament Company: гражданская, военная и под 300 AAC Blackout (7,62×35 мм)[34][35][36].
- Stoner LMG — ручной пулемёт от Knight’s Armament Company[37].
- SR-47 — разработка Knight’s Armament Company — модификация AR-15 для стрельбы патронами 7,62×39 мм, использующая магазины от АКМ.
- Colt 9mm SMG / Colt M635 — пистолет-пулемёт под патрон 9×19 мм.
- DPMS .223 — DPMS Panther Arms[38].

### Иностранные варианты
- Astra StG4 — варианты с прямым действием газа от швейцарской фирмы Astra Defence, ранее базировавшейся в Испании, в Басконии. Имеет варианты со стволами длиной: 16″ (408 мм), 14.5″ (370 мм), 12,5″ (317,5 мм) и 10,5″ (266,7 мм).[39]
- Diemaco C7/C8 — канадские варианты M16А1 и M4 соответственно.
- Caracal CAR 814 — вариант без поршня от фирмы Caracal из ОАЭ.[40]
- Caracal CAR 816 — вариант с коротким ходом газового поршня.[41]
- CQ 5,56 и DIO S-5,56 — нелицензионные варианты M16A1, производящиеся для продажи на экспорт в Китае и Иране соответственно.
- CQ 5,56 Type A — укороченный вариант CQ 5,56.
- G5 — грузинский вариант с поршнем.
- Gilboa 14.5 — израильские варианты с поршнем и прямой подачей пороховых газов, производства Silver Shadow[42].
- HK416 — немецкий вариант M16, сохранивший эргономику и органы управления, но с изменённым механизмом автоматики (газоотвод с газовым поршнем), заимствованный от винтовки G36. Изначально разрабатывавшийся как сменный модуль для M16 или M4. Принята на вооружение морской пехоты США под обозначением M27 Infantry Automatic Rifle в качестве лёгкого пулемёта[43][44].
- Khaybar KH 2002 — иранский вариант M16, выполненный по компоновке буллпап.
- LUVO LA-16 — чешская линейка от компании LUVO Arms со стволами длиной 7,5″, 10,5″, 14,5″ и 16,75″[45].
- NEA-15 — Производится Канадской компанией North Eastern Arms.
- STM-15 — российский вариант компании Союз-ТМ.
- STM-416 — российский вариант компании Союз-ТМ с механизмом автоматики с коротким ходом поршня.
- Type 65 и Type 86/91 — тайваньские варианты M16 и M4 соответственно, отличающиеся газоотводной системой (короткий ход поршня).
- Tara TM4 — черногорский вариант с газовым поршнем[46].
- Orsis M-15 — российская копия AR-15 созданная фирмой Промтехнологии в сотрудничестве с ArmaLite. Orsis AS-15 — вариант с поршнем[47][48].
- UDMC F5-PVAR — филиппинский вариант с поршнем от United Defense Manufacturing Corporation[49].
- Зброяр Z-15 — украинская копия AR-15 от компании «Зброяр»[50].
- Skat GM-15 — с газоотводом по типу АК от российской фирмы «Скат»[51].
- Вепрь-15 (ВПО-140) — клон AR-15 производства Вятско-Полянского машиностроительного завода[52].
- Ferfrans SOAR, Ferfrans SOAR P — автоматы от американо-филиппинской компании Ferfrans с прямым действием газа на затворную раму и с поршнем в газоотводной трубке. Имеются различные варианты длины ствола: 10,5″/11,5″/14,5″/16″/18″/20″[53][54].

## Ручной пулемёт
Американская оружейная фирма Ares Defense Systems разработала в 1998 году семейство ручных пулемётов на базе AR-15 под названием Ares-16 в вариантах с комбинированным, ленточным и магазинным боепитанием под стандартный патрон 5,56×45 мм НАТО. Он был создан как попытка создать конверсионный комплект для переделки штатных автоматов M16 в вариант ручного пулемёта с ленточным питанием (оружие поддержки взвода, Squad Automatic Weapon в американской классификации). Верхний ресивер пулемёта совместим с нижними ресиверами (lower receiver) автоматов семейства AR-15. Вес оружия составляет 3,4 кг, что вдвое легче аналогичного FN Minimi.
Запирание канала ствола осуществляется поворотным затвором с 6 радиальными боевыми упорами, имеющими более прочную конструкцию по сравнению со штатным затворами автоматов AR-15. Газоотвод и поршень расположены слева от ствола, и при отделении ствола отсоединяются вместе с ним. Стволы быстросменные, воздушного охлаждения.
Центральным элементом системы Ares-16 является разработанная компанией Ares Defense Systems ствольная коробка с новой затворной группой и газоотводным механизмом. Механизмы оружия приводятся в действие газоотводной автоматикой с коротким ходом поршня. В базовом варианте все оружие линейки Ares-16 стреляет с закрытого затвора, автоматическим огнём и одиночными выстрелами, однако возможна переделка под стрельбу с открытого затвора путём установки соответствующего комплекта сменных деталей ударно-спускового механизма.

## Производные
На базе AR-15 разработаны образцы оружия, значительно отличающиеся от оригинала, главным образом, благодаря отсутствию демпфера отката затвора и наличию складного приклада, однако сохраняющие визуальное и конструктивное сходство с прототипом.
LR-300 — разработка компании Z-M Weapons. В ресивере пружина перемещена в газоотвод на поршень по типу SIG SG 550, затворная рама укорочена, что позволило сделать складывающийся вбок приклад. В остальном никаких отличий от других представителей семейства AR-15. Однако производство оказалось нерентабельным и было прекращено.
SIG MCX — разработка швейцарской компании SIG Sauer 2010-х гг. В образце отсутствует демпфер отдачи затвора, позволяющий сделать съёмный складывающийся приклад. Затворная рама кардинально переработана, она укорочена и крепится к двум пружинам, расположенным сверху от неё. В автоматике присутствует газовый поршень. Рычаг взведения затвора аналогичен AR-15, также сохранился досылатель патрона. Ствол быстросъёмный подобно FN SCAR и свободно подвешен. Смена ствола возможна в полевых условиях.
Daewoo K2 — южнокорейский автомат 1987 года от компании S&T Daewoo. В нём отсутствует демпфер отдачи затвора, позволяющий сделать складывающийся в бок приклад. Сама затворная группа имеет иной дизайн, она имеет вдвое меньшую длину. В автоматике присутствует газовый поршень. Рычаг взведения затвора расположен в правой части ствольной коробки, подобно АК. Отсутствует досылатель патрона.